# Aristodika-Relief
Das Aristodika-Relief, in Publikationen auch als Grabrelief für Aristodika, Akesidamos und Sotadas bezeichnet, ist ein Kunstwerk aus der Zeit um 350 v. Chr. Die kretisch-attizierende Naïskos-Stele befindet sich in der Antikensammlung in Schloss Wilhelmshöhe in Kassel und trägt dort die Inventarnummer Sk 149.

## Beschreibung
Das Relief ist aus weißem, feinkristallinem Marmor genommen. Der gelbbraun patinierte Stein hat eine Höhe von 86,5 Zentimetern und ist 50 Zentimeter breit und 10 Zentimeter dick. Das Bildfeld ist 67 Zentimeter hoch und 38,5 Zentimeter breit, die Relieftiefe erreicht an den ausgeprägtesten Stellen 5,5 Zentimeter.
Der Stein ist weitgehend gut erhalten, der Mittelakroter allerdings ist gebrochen. Eine nach hinten zu abgeschrägte Bodenleiste ist links höher als rechts. Diese Bodenleiste ist zum Einsetzen in eine Basis bossiert. Sie ist auf der Vorderseite ungeglättet, die Seitenränder wurden in Zahneisenarbeit gestaltet. Die Rückseite des Steins ist mit dem Rundeisen grob geschält. Sorgfältiger wurde das Bildfeld bearbeitet.
Antenpfeiler, die sich nach oben verjüngen, flankieren das Reliefbild. Die etwas vorkragenden Kapitelle tragen einen niedrigen Architrav, auf dem die Namensinschriften ΑΚΕΣΙΔΑΜΟΣ, ΣΩΤΑΔΑΣ und ΑΡΙΣΤΟΔΙΚΑ zu lesen sind. Darüber befindet sich ein flacher leerer Giebel mit Geisa. An den Ecken und auf der Giebelspitze befinden sich vereinfachte Palmettenaktrotere.
Die Figuren des Reliefbildes treten zum Teil über die Begrenzung durch die Antenpfeiler heraus. Auf der linken Seite steht oder schreitet, nach rechts gewandt, Akesidamos, ein nicht mehr junger Mann mit Vollbart und lockigen Haaren. Er blickt der ihm auf einem Diphros gegenübersitzenden Aristodika leicht geneigten Hauptes in die Augen und reicht ihr die rechte Hand. Sein rechter Arm ist nackt, sein knöchellanges Gewand unter der Brust umgeschlagen. In der linken Hand, die bis zur Brusthöhe erhoben ist, hält er einen Stock oder Stab. In der Mitte ist der Oberkörper des weiter hinten stehenden Sotadas zu sehen, der ebenfalls zu Aristodika hinblickt. Anders als Akesidamos ist er glattrasiert und befindet sich offenbar noch in jugendlichem Alter. Sein Mantel bedeckt beide Schultern.
Ersichtlich ist Aristodika die Hauptperson der Gruppe. Mit leicht erhobenem Kopf erwidert sie die Blicke der beiden Männer. Ihr Gesicht ist im Profil gezeigt, das Haar wird in einer Wellenfrisur von einem Band gehalten. Der Oberkörper ist, ähnlich wie bei den beiden anderen Figuren, in Dreiviertelansicht dargestellt. Aristodika trägt einen Chiton mit geknöpften Halbärmeln sowie ein Himation, das über die linke Seite der Frau und das Sitzkissen des Stuhles herabhängt. Ein Teil dieses Mantels liegt zusammengeschoben auf dem Schoß Aristodikas, deren Beine, von den Gewändern verhüllt, möglicherweise übereinandergeschlagen sind. Eine Fußbank vor ihrem Stuhl ist nur andeutungsweise ausgearbeitet. Sowohl Aristodika als auch Akesidamos sind offenbar mit weichen Schuhen bekleidet.
Die Namensbeischriften in dorischem Dialekt auf dem Architrav befinden sich jeweils über den Köpfen der Figuren. Sie sind flüchtig graviert. Schon Naumann erwog wegen dieser Inschriften 1981 eine Herkunft des Reliefs aus dem nicht-attischen Raum, was später durch Bekanntwerden der mutmaßlichen Herkunft des Steins aus Kreta gestützt wurde.

## Vergleichbare Kunstwerke
Das Aristodika-Relief ist in Anordnung und Typus der Figuren vor allem mit zwei attischen Grabnaïskoi zu vergleichen, die sich im Athener Archäologischen Nationalmuseum befinden: der Phanagora-Stele (Nat. Mus. 729) und der Lysistrate-Stele (Nat. Mus. 3657).
Die bärtige Männerfigur auf der Phanagora-Stele weist in Haltung, Kleidung, Haar- und Barttracht deutliche Parallelen zu Akesidamos auf, ist allerdings etwas stärker ins Profil gedreht und weist eine abweichende Drapierung des Mantels auf. Der Figur des Sotadas auf dem Aristodika-Relief entspricht auf der Phanagora-Stele die Mittelfigur mit dem Wickelkind, die ebenfalls ihren Mantel um die Schultern trägt wie Sotadas. Auch die Lysistrate-Stele weist eine solche Mittelfigur auf, die allerdings en face gezeigt wird.
Auf allen drei Darstellungen ist die weibliche Hauptperson auf einem Stuhl mit Kissen und gedrechselten Beinen sitzend zu sehen. Auch die Drapierung der Faltenzüge der Gewänder um den Bauch sowie die am Diphros herabhängenden Mantelbahnen mit den gleichen Saum- sowie den gleichen Bogen- und Zugfalten um die Beine und Füße sind in allen drei Fällen sehr ähnlich. Lysistrate und Aristodika sind allerdings im Gegensatz zu Phanagora barhäuptig; die Position der Oberkörper ist bei den drei Reliefs etwas unterschiedlich.
Im Unterschied zu den beiden Athener Reliefs wirkt das Grabmal für Aristodika an manchen Stellen aber vereinfacht: Die Anthemien sind weniger ausgestaltet, der Akroter auf dem First nur umrisshaft angelegt, die linke Hand der Aristodika ist im Gegensatz zu den linken Händen der Frauenfiguren auf den beiden anderen Reliefs nicht im Mantel verborgen und die Beinstellung nur angedeutet. Peter Gercke bescheinigt der Gruppe eine insgesamt „flachere, etwas teigige Formgebung“ und eine „geringere Tiefe“ und schließt aus den Gemeinsamkeiten und Unterschieden, dass das Aristodika-Relief zwar in Kenntnis der spätklassischen Sepulkralkunst Athens entstanden sein muss, aber wahrscheinlich auf Kreta nach einem attischen Muster bzw. einem vorgezeichneten Rohling der Werkstatt, aus der die beiden anderen Grabdenkmale stammen, hergestellt wurde. Ob ein athenischer Bildhauer nach Kreta übersiedelte und sich dort etablierte oder ob die Athener Werkstatt vorgefertigte Rohlinge nach Kreta versandte, wagt er nicht zu entscheiden. Er kommt jedenfalls zu dem Schluss: „Die Aristodika-Stele bezeugt die weitreichende und intensive Wirkung dieser attischen Kunstgattung klassischer Zeit, die im bürgerlichen Familienbild der thronenden verstorbenen Frau und Mutter im Kreise ihrer engsten Angehörigen dauerhafte und vorbildliche Denkmale errichtete.“

## Geschichte
Die Fundumstände scheinen nicht ausgiebig dokumentiert zu sein. Angeblich wurde der Stein an der Südküste der Insel Kreta gefunden. 1978 wurde er im Frankfurter Kunsthandel erworben und ab diesem Zeitpunkt als Leihgabe mit der Inventarnummer ALg 243 im Schloss Wilhelmshöhe ausgestellt. Damals wurde der Stein gereinigt und mit einer Aufhängung versehen. Aus welcher Zeit eine kleine Ausbesserung an der linken Brust der Aristodika stammt, ist unbekannt.
In den Besitz der Antikensammlung ging der Stein im Jahr 2007 durch Schenkung der Familiengesellschaft Dierichs über.